# ناکتوا
ناکتوا (انگلیسی: Noctua) شرکت سخت‌افزار اتریشی است، که در سال ۲۰۰۵ تأسیس شد.